# كأس جمهورية أيرلندا 1926–27
كأس جمهورية أيرلندا 1926–27 (بالإنجليزية: 1926–27 FAI Cup)‏ هو الموسم 6 من كأس جمهورية أيرلندا. أشرف على تنظيمه اتحاد أيرلندا لكرة القدم، وفاز فيه نادي درومكوندرا ‏.